# Klostertal (Gemeinde Gutenstein)
Klostertal ist ein Teil, exakt eine „Rotte“ der Marktgemeinde Gutenstein. Neben den weiteren Rotten Steinapiesting und Längapiesting sowie den Ortsteilen Vorderbruck und Blättertal sticht das Klostertal durch seine Größe hervor, welche bis zum Schneeberg reicht.
Diese Streusiedlung, also das Klostertal, welches vom Südwesten her auf Gutenstein zuläuft, bildet den „Kalten Gang“, einen der Ursprünge der Piesting. Die Piesting wird weiters durch Steinapiesting und Längapiesting gebildet. Eine alte Bezeichnung für den Oberlauf der Piesting ist Klosterbach. Das Klostertal ist kein Ort, sondern eine Rotte, welche aus Siedlungsteilen wie etwa Zellenbach, Aichlmühl, Putzenhof und Wegscheid besteht. Daneben bestehen noch mehrere Einzellagen sowie Gasthäuser und auch das Schloss Somaruga, eine um 1900 erbaute, neobarocke Villa. Südlich von Klostertal führt die Landesstraße L134 über das Klostertaler Gscheid in das Schwarzatal.

## Geschichte
Laut Adressbuch von Österreich waren im Jahr 1938 in Klostertal ein Fuhrwerker, fünf Gastwirte, ein Gemischtwarenhändler, zwei Holzhändler, ein Köhler, vier Sägewerke, ein Schmied, eine Schneiderin, ein Schuster, zwei Tischler, und mehrere Landwirte ansässig.
Gegen Ende des Zweiten Weltkrieges verschanzten sich deutsche Truppen im Klostertal, sodass es mit der herannahenden Sowjetarmee zu Gefechten kam und einige Häuser in Klostertal in Flammen aufgingen. Der „Rohrer Berg“, welcher ebenfalls zum Teil im Gutensteiner Klostertal (Siedlungsteil Zellenbach) liegt, war Frontgebiet als es zum Kriegsende des Zweiten Weltkrieges kam.